# 休·多尔顿

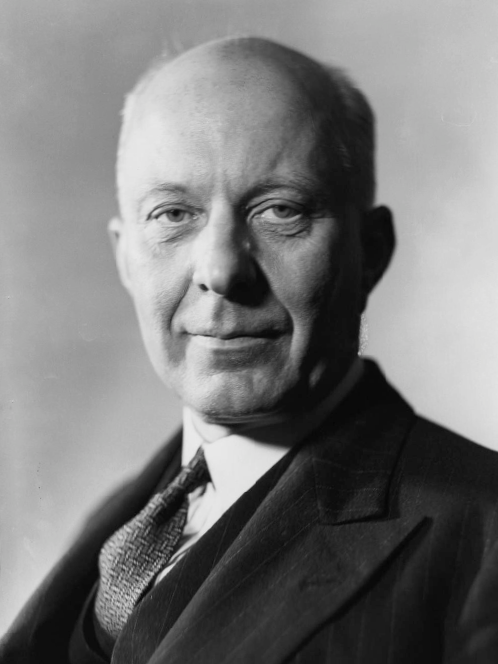
摄于1940年

休·多尔顿（英語： 1887年8月16日—1962年2月13日）是一位英國工黨政治人物，曾擔任財政大臣。
傳記作者Ben Pimlott將道爾吞描述為暴躁，易怒，判斷力差，缺乏管理才能的人。他也承認，多尔顿是激進和富有靈感的政治家。